# Виста-Алегри-ду-Прата
Виста-Алегри-ду-Прата (порт. Vista Alegre do Prata)  —  муниципалитет в Бразилии, входит в штат Риу-Гранди-ду-Сул. Составная часть мезорегиона Северо-восток штата Риу-Гранди-ду-Сул. Входит в экономико-статистический  микрорегион Гуапоре. Население составляет 1496 человек на 2006 год. Занимает площадь 119,326 км². Плотность населения — 12,5 чел./км².

## Статистика
- Валовой внутренний продукт на 2003 составляет 34.556.659,00 реалов (данные: Бразильский институт географии и статистики).
- Валовой внутренний продукт на душу населения на 2003 составляет 22.265,89 реалов (данные: Бразильский институт географии и статистики).
- Индекс развития человеческого потенциала на 2000 составляет 0,807 (данные: Программа развития ООН).